# Voleur de désirs
Pour plus de détails, voir Fiche technique et Distribution.
Voleur de désirs (titre original : Thief of Hearts) est un film américain de Douglas Day Stewart sorti en 1984.

## Synopsis
Ray et Mickey sont victimes d'un cambriolage. Le voleur s'est plus particulièrement emparé du journal intime de la jeune femme qui renferme ses pensées, ses frustrations et ses rêves. Peu de temps après, le voleur s'arrange pour faire connaissance avec le couple. Ray va réaliser que cette rencontre peut être dangereuse pour sa vie ainsi que celle de sa femme...

## Fiche technique
- Titre original : Thief of Hearts
- Réalisation : Douglas Day Stewart
- Scénario : Douglas Day Stewart
- Directeur de la photographie : Andrew Laszlo
- Montage : Tom Rolf
- Musique : Harold Faltermeyer
- Costumes : Michael Kaplan
- Production : Don Simpson et Jerry Bruckheimer
- Genre : Thriller
- Pays :  États-Unis
- Durée : 100 minutes (1 h 40)
- Dates de sortie :
  -  États-Unis : 19 octobre 1984
  -  France : 22 mai 1985

## Distribution
- Steven Bauer (VF : François Leccia) : Scott Muller
- Barbara Williams : Mickey Davis
- John Getz (VF : Bernard Murat) : Ray Davis
- David Caruso (VF : Dominique Collignon-Maurin) : Buddy Calamara
- Christine Ebersole (VF : Marion Loran) : Janie Pointer
- George Wendt (VF : Roger Lumont) : Marty Morrison
- Alan North : Sweeney
- Romy Wondsor : Nicole